# 雇用
雇用（こよう、雇傭、英: employment）は、当事者の一方（労働者、employee）が相手方（使用者、employer）に対して労働に従事することを約し、使用者がその労働に対して報酬を与えることを内容とする契約（労働契約も参照）。
雇用する側は使用者（しようしゃ）・雇い主（やといぬし）、雇用される側は労働者（ろうどうしゃ）・被用者（ひようしゃ）・使用人（しようにん）・従業員（じゅうぎょういん）などと呼ばれる。また、両方の意味で使われる言葉として雇用者（こようしゃ）・雇い人（やといにん）というものもある。

雇用者・雇用主を見つけるためには職業紹介事業、求人広告、求人情報誌などを使用する。キャリア・コンサルタントによるエージェントも存在する。

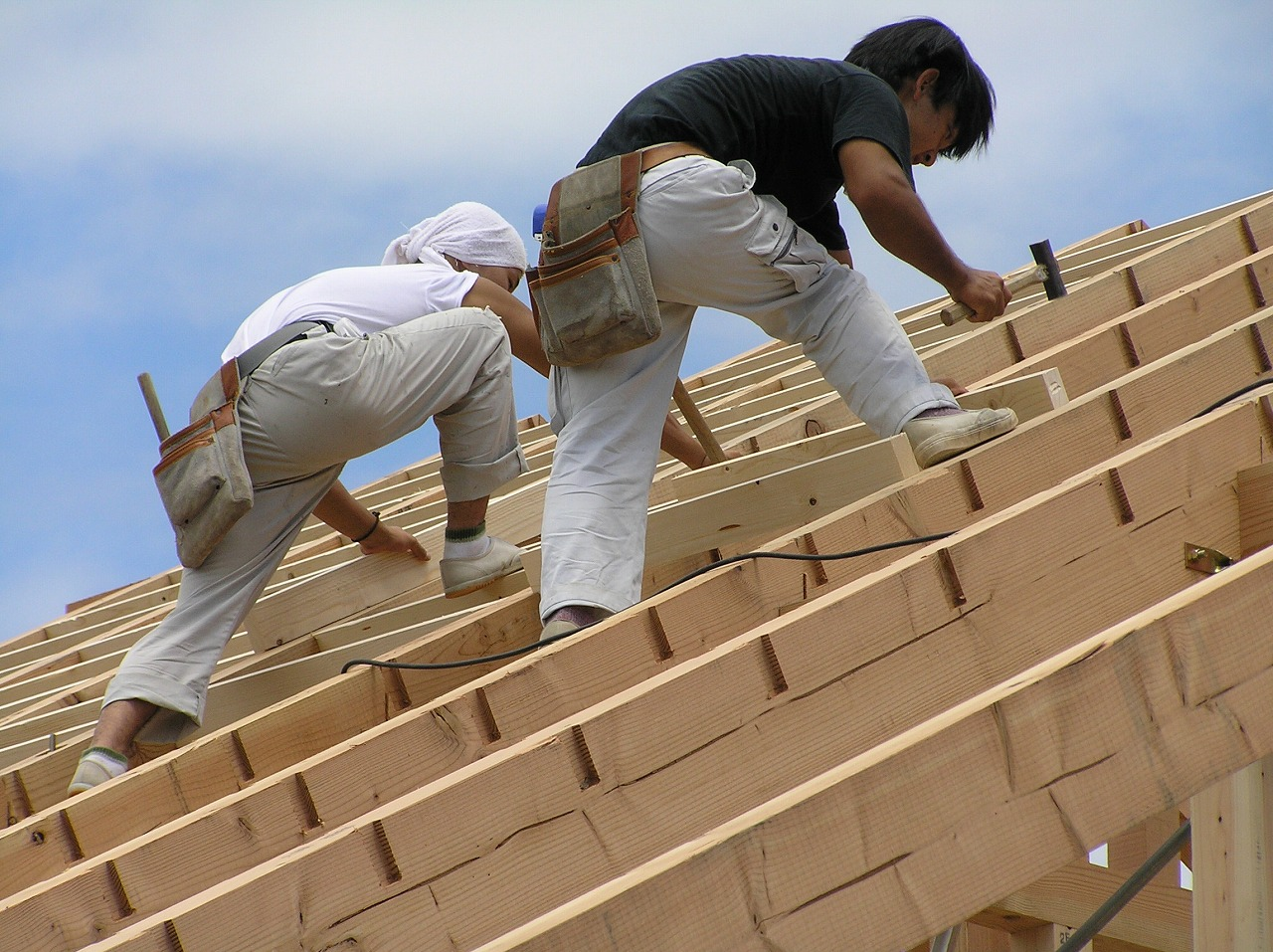
大工の仕事は天候に左右されるため、悪天候の場合は休工日になったり、時期によっては工事が入らないことも多い。給料は日給換算で支払われる。経験により年収にも幅がある。

## 雇用と経済

### 雇用政策
雇用政策は、
1. 政府が職業訓練の実施・雇用機会の創出によって失業を減らす「積極型政策」
2. 失業給付を通じた生活保障という形で失業者の所得を手当てする「消極型政策」

に大きく分かれる。日本の「積極型政策」の例として「雇用調整助成金」や公共投資を通じた雇用拡大策が挙げられる。
1990年代後半から日本の「積極型」雇用政策は、雇用の維持から「雇用の流動化」へ舵を切っている。日本の「雇用の流動化」の例として転職先に年金を移行できる年金のポータブル化、職業斡旋・職業訓練の拡充、職業紹介・人材派遣に関する規制緩和、パートタイマーの待遇改善などが挙げられる。

### 賃労働
賃労働（Wage labour, wage labor）とは、従業員と雇用者の関係についての社会経済学的な関係をあらわし、従業員が公的・非公的な契約により労働を雇用主に販売している状況をいう。これらの取引の多くは労働市場にてなされ、その賃金は市場にて決定される。賃金支払いと引き替えに、従業員の成果物は職務上の成果となり雇用主の所有物となる。例外としては知的財産で、アメリカ合衆国では例外的に従業員の発明した特許権はその発明者個人に帰属する。賃労働者はこのようにして雇用者に労働力を販売して収入を得ている。
OECD諸国のような現代の混合経済社会では、こういった形の労働が現在の主流である。多くの国では、賃労働の設計はCEO・専門的労働者・専門エージェントという階級制度と結びついているため、「賃労働」は非熟練労働者・肉体労働者が担うものとみなされている。

### ワーキングプア
雇用につくことで貧困を回避できるいう保障はなく、国際労働機関（ILO）は世界の40%の労働者が貧困状態にあり、一日あたり2ドルの絶対貧困線以下では家族を養うのに必要な収入を得られていないとしている。例えばインドでは、慢性的貧困人口の多くは正規雇用により賃金を得ているが、それらの仕事は安全でなく収入が低いため、リスクを避けて富を蓄積できる機会がない。
この問題は、雇用機会と労働生産性について、ふたつとも上昇させるのが困難である点に起因しているとされる。国連社会開発研究所（UNRISD）によれば労働生産性の向上は雇用創出に負の影響を与えるという。労働者あたり1%の生産性向上による雇用喪失は、1960年代では-0.07%であったが、今世紀初頭には-0.54%に増大した。雇用創出と生産性向上（長期的に高賃金に繋がるような）のふたつが、貧困解決の道である。生産性向上なしの雇用増加はワーキングプア人口の増加に繋がるため、そのため一部の専門家らは労働市場政策での「量ではなく質の創出」を訴えている。それは高い生産性が東アジアの貧困を減らすことに貢献した点に着目したものであるが、その負の側面も現れ始めてきた。例えばベトナムでは、生産性向上が続いている間も、雇用創出は低調であった。このように生産性向上は常に賃金向上をもたらすとは限らず、アメリカ合衆国では1980年代から生産性と賃金のギャップが開き続けている。
英国のシンクタンク海外開発研究所（en:Overseas Development Institute）は、雇用創出による貧困削減について経済セクター別の違いのデータを示した。その中では24の事例が示されており、そのうち18で貧困を削減できている。この研究では、失業削減において他の業種（製造業など）の状況が重要になってくると示された。生産性向上によって最も雇用創造をもたらす業種は、サービス業であった。農業部門については、他の業種が苦境に至っているときの雇用的・経済的バッファーとしてのセーフティネットになっていた。
| 成長と雇用と貧困（Growth, employment and poverty） | 成長と雇用と貧困（Growth, employment and poverty） | 成長と雇用と貧困（Growth, employment and poverty） | 成長と雇用と貧困（Growth, employment and poverty） | 成長と雇用と貧困（Growth, employment and poverty） |
| -------------------------------------------------- | -------------------------------------------------- | -------------------------------------------------- | -------------------------------------------------- | -------------------------------------------------- |
|                                                    | 事例数                                             | 農業部門での雇用増加                               | 工業部門での雇用増加                               | サービス業での雇用増加                             |
| 貧困率が減少している成長事例                       | 18                                                 | 6                                                  | 10                                                 | 15                                                 |
| 貧困率が減少していない成長事例                     | 6                                                  | 2                                                  | 3                                                  | 1                                                  |

### ベーシックインカム

#### 2016年の試算
将来的に人工知能やロボットの発達と普及により、世界の労働人口は減少し失業者が急増する事態が予想された。欧米ではすでにこの事態に対処するために、賃金を落とさずに仕事をシェアする試み（スウェーデン）を始め、アメリカ、スイスなどで全国民に毎月一定額を国が支給する最低生活保障制度（ベーシックインカム）の導入が検討され始めた。2016年にはシンクタンクの試算により20年以内に、日本の場合で労働人口の約半数にあたる49%が人工知能やロボットなどの機械に仕事を奪われ、従来の仕事が喪失する事態が生じ、世界的傾向となると予測していた。

#### 2025年の反論
しかし、この「AIが雇用を奪う」というイメージは、世界経済フォーラムが打ち砕いた。同フォーラムは2025年に、2030年までにAIによって7800万もの仕事が浄増すると予測した。ピュー研究所によれば、専門家と一般人の間で、AIが雇用に与える影響に対する意見が食い違い続けている。とはいえ、日本も加盟するOECDは2023年、時代に取り残された人々のためにベーシックインカムなどの福祉制度の強化を求めている。世界経済フォーラムによると、ビッグデータとAIは将来の雇用に最も求められるスキルであり、技術リテラシー、サイバーセキュリティ、ネットワーキングはその次に求められるスキルである。グラフィックデザイナーなどの雇用機会は減少し、プロジェクトマネージャー、ソフトウェア開発者、教授、中等学校教諭などの雇用機会が急増する。

## 日本の法令
| 雇用形態                           | 万人  |
| ---------------------------------- | ----- |
| 役員                               | 335   |
| 期間の定めのない労働契約           | 3,728 |
| 1年以上の有期契約                  | 451   |
| 1か月～1年未満の有期契約（臨時雇） | 763   |
| 1か月未満の有期契約（日雇い）      | 15    |
| 期間がわからない                   | 239   |

日本の民法では典型契約の一種とされる。日本の民法では「雇傭」の字句が用いられてきたが、平成16年民法改正による民法現代語化の際に「雇用」に改められた。なお、従属的労働関係に着目した「労働契約」という概念が存在するが、委任契約や請負契約が「労働契約」と評価されることもあり、「労働契約」と「雇用」とは異なる観点から類型化されている（労働契約#労働契約の意義も参照）。

### 雇用の意義
雇用は労働者が使用者に対して労働に従事することを約し、使用者が労働者の労働に対して報酬を与えることを約することを内容とするもので、その法的性質は諾成・有償・双務契約である（民法第623条）。
雇用契約は請負や委任と同様に他人の役務を利用することを内容とする労務型契約（労務供給契約）の一種である。
伝統的には一定の事務処理を目的として相手方の判断に委ねるものが委任であり、雇用は労務そのものが目的となっている点で両者は異なるとされたが、出来高払制の労働のように区別が困難な場合もあるとされる。
そもそも労務供給契約は第一に雇用の機会という点では企業側にイニシアチブがあり（労働市場における経済的従属性）、第二に企業組織の下では個々の労働は使用者の指揮命令と管理によって他律的に決定され（人的従属性）、第三に企業の組織化の進展により個々の労働関係は集団的・画一的に処理されるとともに様々な企業秩序による拘束がある（組織的従属性）など従属的地位に立つとされる。このようなことから近時の学説では労働の従属性という観点を捉え、雇用・委任・請負とは異なる観点から、従属的労働関係たる「労働契約」という契約類型が別個に構成されるに至っている。
なお、経済学においては雇用（賃労働）は労働力の売買であると観念されるが、法学においては独立した存在の物を客体とする契約としての売買や交換とは異なり、雇用は労働者の人格と不可分に結びついている契約であるという点が特に重視される（#労働法による修正も参照）。

### 労働法による修正
民法での雇用は、使用者と労働者とが対等の地位にあるとの前提のもとに、それぞれ自己の自由意志によって締結される契約である。これは日本の民法がブルジョワ市民革命としてのフランス革命の精神に則って編纂されたフランス民法典（ナポレオン法典）の影響を大きく受けた市民社会モデルを想定しているためである。
しかし、労働者が生産手段を有する資本家に対して自らの労働力を時間を決めて提供し賃金を得るという雇用の本質の関係上、実際には労働者は事業主に対して経済的・社会的に従属的地位に立たされることになる。そのため、労働法の分野では契約自由の原則に大きな修正が加えられる必要を生じ、国家は社会保障の観点から労働基準法などの各種労働法規を立法し労働者の保護を図っている。
その結果、多くの労働契約には労働契約法・労働基準法・労働組合法など労働法の規定が適用されるため民法の規定が適用されることはほとんどない。なお、家事使用人は労働基準法が適用されない典型例であるが（労働基準法第116条第2項）、2008年施行の労働契約法は「事業」を労働契約の要件にしておらず労働契約法については家事使用人にも適用がある。
民法の規定は労働者側からの退職に民法第627条が適用されるなど補充的に機能する場合もあるが、退職に関する事項については労働基準法第89条3項によって就業規則の必要的記載事項とされていることもあり、退職についても実際には就業規則やそれに基づいて定められる個々の労働契約の定めによることとなる（多数説によれば民法第627条は任意法規であるとするが反対説もある）。以上のように労働法による大きな修正を受けてはいるが、理論上、民法の雇用の規定は労働法の基礎となる一般的規定としての意味を有する。

### 雇用の成立
民法上、雇用契約は諾成契約であり不要式契約である。ただし、労働基準法により、使用者は労働契約上の一定の項目につき書面による明示義務がある（いわゆる労働条件通知書。労働基準法第15条1項）。なお、労務者の募集広告は申込みの誘引にすぎない。
一般的には雇用契約書（労働契約書）を双方の間で交わすことが多いが、雇用契約書自体は契約の成立には関係がなく、法的な義務でもない。ただし、労働契約法により、労働者及び使用者は、労働契約の内容についてできる限り書面により確認するものとされる（労働契約法第4条）。労働条件通知書の交付が法的な義務であることから、実務上は雇用契約書と労働条件通知書を一体にした書面を作成することが多い。

### 雇用の効力
労働者の義務
- 労務給付義務 - 労働者は使用者の承諾を得なければ自己に代わって第三者を労働に従事させることができない（第625条2項）。この規定に違反して第三者を労働に従事させたときは、使用者は契約の解除をすることができる（第625条3項）。
- 付随的義務 - 契約上・信義則上の秘密保持義務や競業避止義務などを負う。

使用者の義務
- 報酬支払義務 - 雇用契約では第623条により使用者は労働者に対して労働の報酬を与えることを約することを内容としているので報酬支払義務を負う。なお、2020年の改正法施行により、労働者は、次に掲げる場合には、既にした履行の割合に応じて報酬を請求することができることが明示された（第624条の2）。
  1. 使用者の責めに帰することができない事由によって労働に従事することができなくなったとき。
  2. 雇用が履行の中途で終了したとき。
- 付随的義務 - 契約上・信義則上の安全配慮義務などを負う。

### 雇用における差別禁止
日本国憲法第14条は、「すべての国民は、法の下に平等であって、人種、信条、性別、社会的身分又は問地により、政治的、経済的または社会的関係において、差別されない。」と規定している。世界人権宣言も法の下の平等と全ての差別の禁止をもとめ、国際人権規約も自由権規約において差別の唱道の提唱の禁止や差別からの保護を規定し、社会権規約は公正で好ましい条件で職業を得る権利を規定している。日本においては、性別による差別禁止の観点から、『雇用の分野における男女の均等な機会及び待遇の確保等に関する法律』が制定された。
しかし、国際労働機関が1958年6月25日に採択した『雇用及び職業についての差別待遇に関する条約（第111号）』を日本は批准していない。この条約は、一般的な人権補償条約としての性質を持つとされ、雇用と職業の面で、「人種、皮膚の色、性、宗教、政治的見解、国民的出身、社会的出身等に基いて行われる全ての差別、除外及び優先」などによる差別待遇の禁止を批准国に義務付けている。現在の批准国は175カ国。

## 日本以外の法令

### オーストラリア
オーストラリアでの雇用は2009年からはen:FairWork Act法で定められている。

### アメリカ合衆国
米国では公正労働基準法などにより規制される。

### スウェーデン
スウェーデンの法では、雇用は以下の三タイプに分類される。
- 試験雇用（Test employment,swe: Provanställning）：雇用主は従業員を最大6ヶ月試雇できる。この雇用は何時如何なる理由でも自由に終了できる。このタイプの雇用はその雇用者・雇用主のペアあたり一度だけしか締結できない。たいていはこの試験雇用の後に、下述の有期雇用か通常雇用のオファーをする。
- 有期雇用（Time limited employment, swe: Tidsbegränsad anställning）：雇用主は従業員を有期雇用する。その雇用者・雇用主のペアにおける雇用契約期間が2年を超えると、自動的に通常雇用とみなされる。
- 通常雇用（Normal employment,swe: Tillsvidareanställning / Fast anställning）：期間を定めない(定年等を除いて)雇用契約である。この雇用を終了できるのは個人上の理由（犯罪などの特別な理由に限る）または業務の枯渇（lack of work tasks, swe: Arbetsbrist）、たいていは会社収益の悪化などの事項で終了される。契約解除には1-6ヶ月の予告期間が必要。勤続年数の短い者から解雇する規定がある[30]。解雇後にまた同職を募集する際には解雇者を優先して採用する義務がある[30]。

スウェーデンには最低賃金法は存在しない。その代わり労働組合や雇用者団体らにより、最低賃金や労働条件のなど協定が結ばれている。